# Tuhaň (okres Mělník)
Tuhaň je obec v okrese Mělník ve Středočeském kraji. Rozkládá se asi osm kilometrů jihovýchodně od Mělníka a žije zde 855 obyvatel. Kromě samotné Tuhaně pod obec patří i osady Červená Píska a Tuhaňské Větrušice.

## Historie
První písemná zmínka o obci pochází z roku 1548.
V roce 1845 zažila obec povodeň s katastrofálními následky, kdy z ní nezůstalo stát jediné stavení.
V obci Tuhaň (764 obyvatel) byly v roce 1932 evidovány tyto živnosti a obchody: holič, 3 hostince, kolář, 2 kováři, 2 krejčí, 2 obuvníci, 2 pekaři, obchod s lahvovým pivem, porodní asistentka, 10 rolníků, 3 řezníci, obchod se senem a slámou, 7 obchodů se smíšeným zbožím, studnař, 2 trafiky.

## Obyvatelstvo
| Rok            | 1869 | 1880 | 1890 | 1900 | 1910 | 1921 | 1930 | 1950 | 1961 | 1970 | 1980 | 1991 | 2001 | 2011 | 2021 |
| -------------- | ---- | ---- | ---- | ---- | ---- | ---- | ---- | ---- | ---- | ---- | ---- | ---- | ---- | ---- | ---- |
| Počet obyvatel | 522  | 543  | 628  | 651  | 755  | 724  | 761  | 742  | 731  | 702  | 602  | 509  | 546  | 638  | 807  |
| Počet domů     | 84   | 102  | 104  | 118  | 142  | 156  | 181  | 210  | 205  | 203  | 190  | 218  | 221  | 245  | 292  |

## Obecní správa

### Územněsprávní začlenění

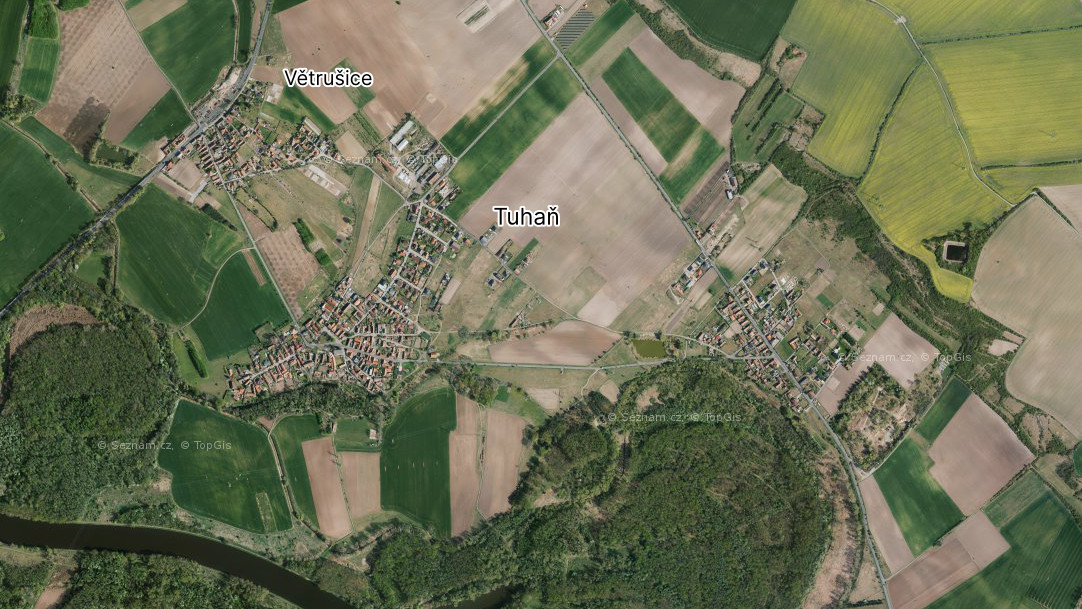
Pohled na obec Tuhaň z ptačí perspektivy: vlevo nahoře Větrušice (část – Tuhaňské Větrušice – je v katastru Tuhaně), pod nimi samotná Tuhaň, vpravo Červená Píska

Dějiny územněsprávního začleňování zahrnují období od roku 1850 do současnosti. V chronologickém přehledu je uvedena územně administrativní příslušnost obce v roce, kdy ke změně došlo:
- 1850 země česká, kraj Praha, politický i soudní okres Mělník[8]
- 1855 země česká, kraj Praha, soudní okres Mělník
- 1868 země česká, kraj Praha, politický i soudní okres Mělník
- 1939 země česká, Oberlandrat Mělník, politický i soudní okres Mělník[9]
- 1942 země česká, Oberlandrat Praha, politický i soudní okres Mělník[10]
- 1945 země česká, správní i soudní okres Mělník[11]
- 1949 Pražský kraj, okres Mělník[12]
- 1960 Středočeský kraj, okres Mělník
- k 1. lednu 1980 Středočeský kraj, okres Mělník, obec Kly[13]
- k 24. listopadu 1990 Středočeský kraj, okres Mělník[13]
- 2003 Středočeský kraj, okres Mělník, obec s rozšířenou působností Mělník

### Obecní symboly
Znak a vlajka byly obci uděleny rozhodnutím předsedy Poslanecké sněmovny Parlamentu České republiky dne 5. října 2004.

## Doprava
Dopravní síť
- Pozemní komunikace – Do obce vedou silnice III. třídy. Okrajem území obce prochází silnice I/9 Zdiby - Mělník - Česká Lípa - Rumburk, okrajem obce prochází silnice II/331 Nymburk - Lysá nad Labem - Záboří - (Mělník).
- Železnice – Železniční trať ani stanice na území obce nejsou.

Veřejná doprava 2012
- Autobusová doprava – V obci měly zastávky příměstské autobusové linky jedoucí do těchto cílů: Brandýs nad Labem-Stará Boleslav, Mělník, Mšeno, Neratovice, Praha, Všetaty (dopravce ČSAD Střední Čechy, a. s.).

## Pamětihodnosti
Do katastrálního území obce zasahují přírodní památka Písčina u Tuhaně a přírodní rezervace Úpor–Černínovsko.

## Turistika
Obcí vede cyklotrasa č. 24 Nymburk - Stará Boleslav - Neratovice - Tuhaň - Mělník.